# Eriopyga infernalis
Eriopyga infernalis là một loài bướm đêm trong họ Noctuidae.